# 龙文光 (飞行员)

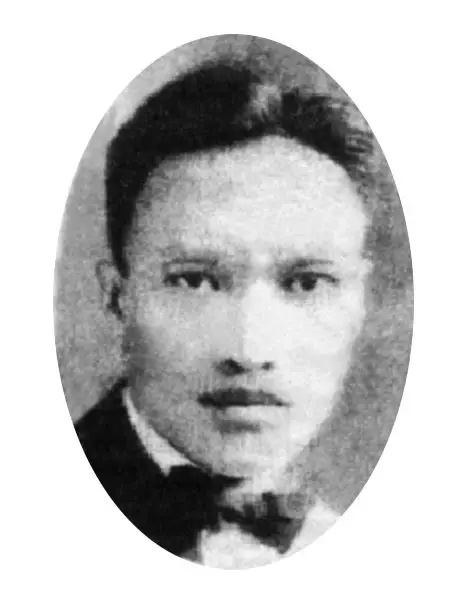
龍文光

龙文光（1899年6月21日—1933年8月9日 ），原名彭文光，四川崇庆县廖家乡彭家场詹湾村人。中国工农红军第一名飞行员。

## 生平
两岁时过继给舅父龙作霖，改名为龙德勋，生母坚持改姓不改名，最终名字为龙文光。入白马乡天民高等学校（今锦江乡天燕小学）、成都石室中学、浙江公立工业专门学校、北京朝阳大学。1924年从朝阳大学南下，考入黄埔军校第三期步兵科。1925年10月考入广东航空学校第二期飞行班，1926年12月毕业。1927年1月被国民革命军航空处选派与同学毛邦初、黄光锐等十余人到苏联第二航空学校深造，1927年11月毕业。1928年2月回国。1928年5月1日航空署参谋长的川人蒋逵推荐，任空军第一队（队长高在田，副队长刘芳秀）飞行员。1928年6月飞行主任毛邦初推荐调入中央陆军军官学校航空班任飞行教官。不久，调任空军汉口第四队上尉分队长。
1930年2月16日上午，龙文光奉命驾驶O2U-1“柯塞”式偵察機从汉口飞往开封。返航时在大别山区上空大雾迷航，油料将耗尽迫降在宣化店西南10km的陈家河附近的菜籽坳。那里正好是工农红军鄂豫皖根据地和国民党统治区的交界处，罗山县第一区第七乡赤卫队大队长陈国清带领赤卫队员冲向河滩，在陈家河休整的红军手枪队队长钱钧也带领战士赶到现场。龙文光后来加入红军，改名龙赤光，在红一军总部任参谋。
1930年2月28日，鄂豫边特委致信中央：“国民政府航空交通班在我处（宣化店）落下交通机一架……据驾驶人云：飞机是在中美航空协定以后在美国买的，价值６万元。我处无人驾驶，请速派驾驶人来，如果派一驾驶人来，可以做大的政治号召，如撒传单、丢炸弹等工作。”
1931年春，这架飞机从秘密隐蔽地卡房乡林湾运到鄂豫皖根据地中心区的箭厂河附近任家畈和黄谷畈中间的河滩上被重新组装起来。命名为“列宁”号。
1931年4月，鄂豫皖在新集城北的普济寺内成立航空局，龙文光任局长，钱钧任政委，在卡房、箭厂河、郭家河、新集和皖西金家寨，修建了五座机场。双桥镇战斗中被俘的国民革命军第三十四师师长岳维峻的亲属运来了3,000多公斤汽油。1931年7月10日，龙文光和陈昌浩乘“列宁”号从新集起飞首航，在固始县城、潢川、光山投撒传单。1931年9月8日傍晚，“列宁”号飞机从新集机场飞抵武汉上空散发传单。1931年12月22日上午9点，龙文光驾驶“列宁”号和陈昌浩飞临被红四方面军围攻的黄安县城上空，陈昌浩对城中国民革命军第六十九师师长赵冠英的司令部连续投下两枚迫击炮弹。当夜赵冠英弃城而逃。红军此战历时43天，毙伤俘1.5万余人，缴枪7,000余支、迫击炮10余门，赵冠英也因战斗中负重伤被俘虏，不久毙命。

1932年6月，26个师另2个旅约30万人发动了对鄂豫皖第四次围剿。红四方面军突围西征之前，1932年8月上旬把“列宁”号拆散埋藏在新县回龙寺附近偏僻山沟里的两座墓冢间。1932年8月中旬，龙文光化装潜回汉口与妻子黄秋英相聚。1932年9月10日被捕。
1933年8月9日，国民政府以“带机投匪罪”，在武昌枪决龙文光。航校同学毛邦初、张廷孟、骆德荣等收殮尸骸，安葬于汉阳白鹤村古长寿庵旁。

1951年9月，新县挖出了“列宁”号残体。